# Rock a Ferrara
Rock a Ferrara, noto semplicemente come ROCKaFE, è un festival musicale che si svolge annualmente a Ferrara dal 1993. Organizzato tra maggio e giugno nella frazione di Malborghetto di Boara, l'evento segna l'inizio dell'estate musicale estense.

## Storia
Rock a Ferrara nasce nel 1993 con l'obiettivo di promuovere la scena musicale indipendente locale. Ispirato al programma televisivo Rock Cafè (1990–93), da cui ne ricalca il nome nella sua abbreviazione, il festival mira a conciliare generi ed esperienze musicali diverse attraverso una programmazione che vede alternarsi gruppi ed artisti emergenti con esponenti del panorama nazionale e internazionale. Patrocinato dal Comune di Ferrara, l'evento si avvale della collaborazione di emittenti radiofoniche quali Radio Bruno, Radio LatteMiele e Rete Alfa, nonché dell'emittente televisiva Telestense.
Nel corso degli anni, l'organizzazione si è servita dell'adesione del Ferrara Buskers Festival, con il quale ha più volte proposto un calendario integrato e condiviso riservato agli artisti emergenti. Una delle iniziative principali della manifestazione prevede infatti l'articolazione di una serie di concorsi rivolti ai nuovi talenti, allo scopo di offrire loro uno spazio di visibilità e uno stimolo a produrre musica propria, garantendo ai vincitori la possibilità di collaborare con alcuni studi di registrazione del posto.
Rock a Ferrara si svolge tradizionalmente tra maggio e giugno presso il Parco della Fondazione Navarra, nella frazione di Malborghetto di Boara. La manifestazione segna l'inizio della stagione musicale estiva a Ferrara e nel corso degli anni ha visto la partecipazione di artisti quali Premiata Forneria Marconi, Management, Cisco, Andy MacFarlane, Strike, Ridillo, Meganoidi, Bermuda Acoustic Trio e The Sun. Tra gli artisti che hanno fatto i loro primi passi sul palco del festival si annoverano C.O.Ska, Davide Shorty, Daiana Lou e Little Pieces of Marmelade.
Sin dalla sua istituzione, il festival è stato regolarmente organizzato ogni anno senza alcuna interruzione fino al 2020, quando è stato annullato a causa della pandemia di COVID-19.